# Gaston Clerc
Gaston Clerc, né en 1885 à Neuchâtel et mort en 1982, est un éducateur et écrivain suisse. Intéressé par les questions de l'éducation, il est le premier à introduire le scoutisme en Suisse. Il fonda La Clairière, une école pour jeunes garçons. Il est l'auteur du roman pour enfant : Le Secret de la Porte de Fer,,,  (ISBN 978-2940537181)

## Biographie
Gaston Clerc est né le 2 août 1885 à Neuchâtel. Se destinant d'abord à devenir missionnaire, il entreprit des études de théologie qu’il interrompit à la suite de problèmes survenus dans la faculté. Son premier projet abandonné, il se dirigea vers l'enseignement et, en 1916, devint élève d'Édouard Claparède et de Pierre Bovet à Genève, où il enseigna à l’Institut Jean-Jacques Rousseau.
En 1912, il fonda le Mouvement des Union Cadettes. Gaston Clerc en devint le Secrétaire général pour la Suisse romande. Par la suite, il s'intéressa aux écrits de Robert Baden-Powell et fut le premier à traduire son livre Scouting for boys (Éclaireurs) en français. Il fonda les premières troupes d'Éclaireurs Suisses.
En 1919, il créa un Institut, La Clairière, à Arveyes dans les montagnes vaudoises, qui accueillit "pendant près de 35 ans des centaines de jeunes garçons venus se refaire une santé tout en suivant des études".
Il mourut le 14 janvier 1982 à l'âge de 97 ans, ayant perdu toute sa mémoire. Cependant, lorsqu'on lui demandait s'il avait connu l'auteur du Secret de la porte de Fer, il répondait en se frappant la tête : "Oui, c'est un vieux bonhomme qui a perdu toute sa caboche…"

## Œuvre

### Le Secret de la porte de fer
Gaston Clerc était chargé de rédiger le bulletin mensuel des Unions Cadettes. Pour le rendre plus attrayant, il y ajouta de courts récits sous forme de feuilleton. Ceux-ci furent réunis plus tard dans un livre, Le Secret de la Porte de Fer. Le feuilleton paraissait une fois par mois et racontait les aventures de quatre amis qui décident d'explorer le Château des Monte-Poudre pour en découvrir le terrible secret. Chaque épisode voyait les enfants arrêtés par un nouveau problème qu'ils devaient résoudre pour pouvoir avancer dans le château.
Une première tentative de publication se solda par un échec, l'éditeur conseillant même à Gaston Clerc de renoncer à voir son roman publié un jour. Finalement, le livre parut sous les presses de la Société Générale d'Imprimerie à Genève en 1913. Il fut un grand succès et réédité deux fois par la société genevoise, avant que Payot n'en reprenne les droits de publication pour quatre rééditions. Une huitième version du livre parut aux Éditions de l'Aire en 1981. Deux mille exemplaires furent vendus en deux ans. En tout, le livre fut imprimé à plus de cent mille exemplaires. Il est réimprimé pour la 9e fois en 2014, toujours aux Éditions de l'Aire. Durant la première moitié du XXe siècle, le livre fut un des plus grands succès de la littérature enfantine en Suisse romande, à tel point qu'une étude effectuée en 1950 dans les écoles du canton de Neuchâtel plaçait Le Secret de la Porte de Fer à la troisième place des livres préférés des adolescents, derrière Les Trois mousquetaires d'Alexandre Dumas,.

#### Adaptations

##### Radio
Le livre fut adapté afin d'être diffusé sous forme de feuilleton hebdomadaire à la radio.

##### Théâtre
- 1993 : Adaptation pour le théâtre par Gérard Demierre et Jean-Claude Issenmann[12],[13]